# Peter Ashdown

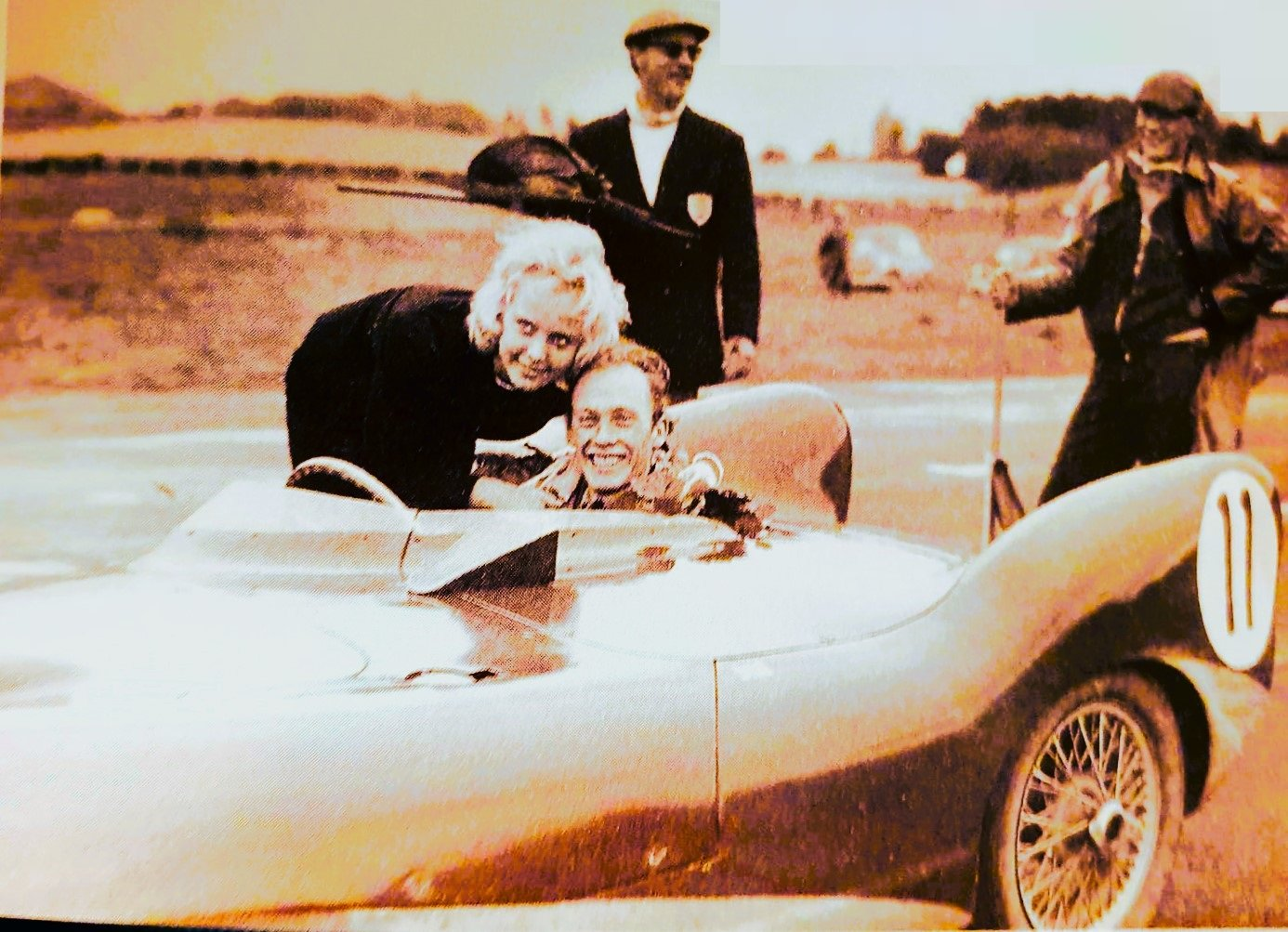
Peter Ashdown

Peter Hawthorn Ashdown (Danbury, 16 oktober 1934) is een voormalig Formule 1-coureur uit Groot-Brittannië. Hij reed 1 race in deze klasse; de Grand Prix Formule 1 van Groot-Brittannië 1959 voor het team Cooper.